# Dreams (песня The Cranberries)
«Dreams» — первый сингл c дебютного альбома Everybody Else Is Doing It, So Why Can’t We? ирландской рок-группы The Cranberries. На заглавную песню было снято три версии клипа, причём каждая — с существенными изменениями. Также, заглавная песня была исполнена группой на фестивале Woodstock Revival в 1994 году.

## Список композиций
Изначально сингл был издан в 1992 году в Великобритании и в США, в 1994 году сингл был переиздан и расширен за счёт концертных записей.
UK 7" single
1. «Dreams»
2. «What You Were»

UK 12" single / CD-single (1992)
1. «Dreams» — 4:15
2. «What You Were» — 3:41
3. «Liar» — 2:21

UK 2 Track CD Single
1. «Dreams» — 4:15
2. «Linger» — 4:34

UK special edition 2-disk single (1994)
CD 1
1. «Dreams» — 4:15
2. «What You Were» — 3:41
3. «Liar» — 2:21

CD 2
1. «Not Sorry» (Live at The Record Plant, Hollywood) — 4:37
2. «Wanted» (Live at The Record Plant, Hollywood) — 2:00
3. «Dreams» (Live at The Record Plant, Hollywood) — 4:10
4. «Liar» (Live at The Record Plant, Hollywood) — 3:17

USA CD-single (1994)
1. «Dreams» — 4:32
2. «What You Were» — 3:41
3. «Waltzing Back» (Live at The Record Plant, Hollywood) — 4:02
4. «Pretty» (Live at The Record Plant, Hollywood) — 2:09

## Позиции в хит-парадах
| Хит-парад (1994)                          | Наивысшая позиция |
| ----------------------------------------- | ----------------- |
| Australian ARIA Charts                    | 30                |
| Irish Singles Chart                       | 9                 |
| UK Singles Chart                          | 27                |
| U.S. Billboard Hot 100                    | 42                |
| U.S. Billboard Hot 100 Airplay            | 14                |
| U.S. Billboard Hot 100 Singles Recurrents | 14                |
| U.S. Billboard Hot Modern Rock Tracks     | 15                |

## Использование в саундтреках
Телесериалы
- Моя так называемая жизнь, сезон 1, эпизод 3 (1995)[14]
- Быть Эрикой, сезон 3, эпизод 3 «Two Wrongs» (2010)[15]

## Кавер-версии
- Песня «Dreams» на кантонском языке была записана в 1994 году китайской певицей Ван Фэй для её дебютного альбома Random Thoughts. В том же году версия песни на севернокитайском языке вошла во второй альбом певицы — Sky. Эта версия вошла в саундтрек к фильму Чунцинский экспресс, где также снялась Ван Фэй.
- «Dreams» использована группой Dario G в песне «Dream to Me».
- Японская певица Мами Кавада включила кавер-версию «Dreams» в свой альбом Linkage 2010 года.